# Thalictrum polycarpum
Thalictrum polycarpum là một loài thực vật có hoa trong họ Mao lương. Loài này được (Torr.) S. Watson miêu tả khoa học đầu tiên năm 1879.